# Heterogorgia reticulata
Heterogorgia reticulata is een zachte koraalsoort uit de familie Plexauridae. De koraalsoort komt uit het geslacht Heterogorgia. Heterogorgia reticulata werd in 1910 voor het eerst wetenschappelijk beschreven door Nutting. 